# Simon de Mirabello

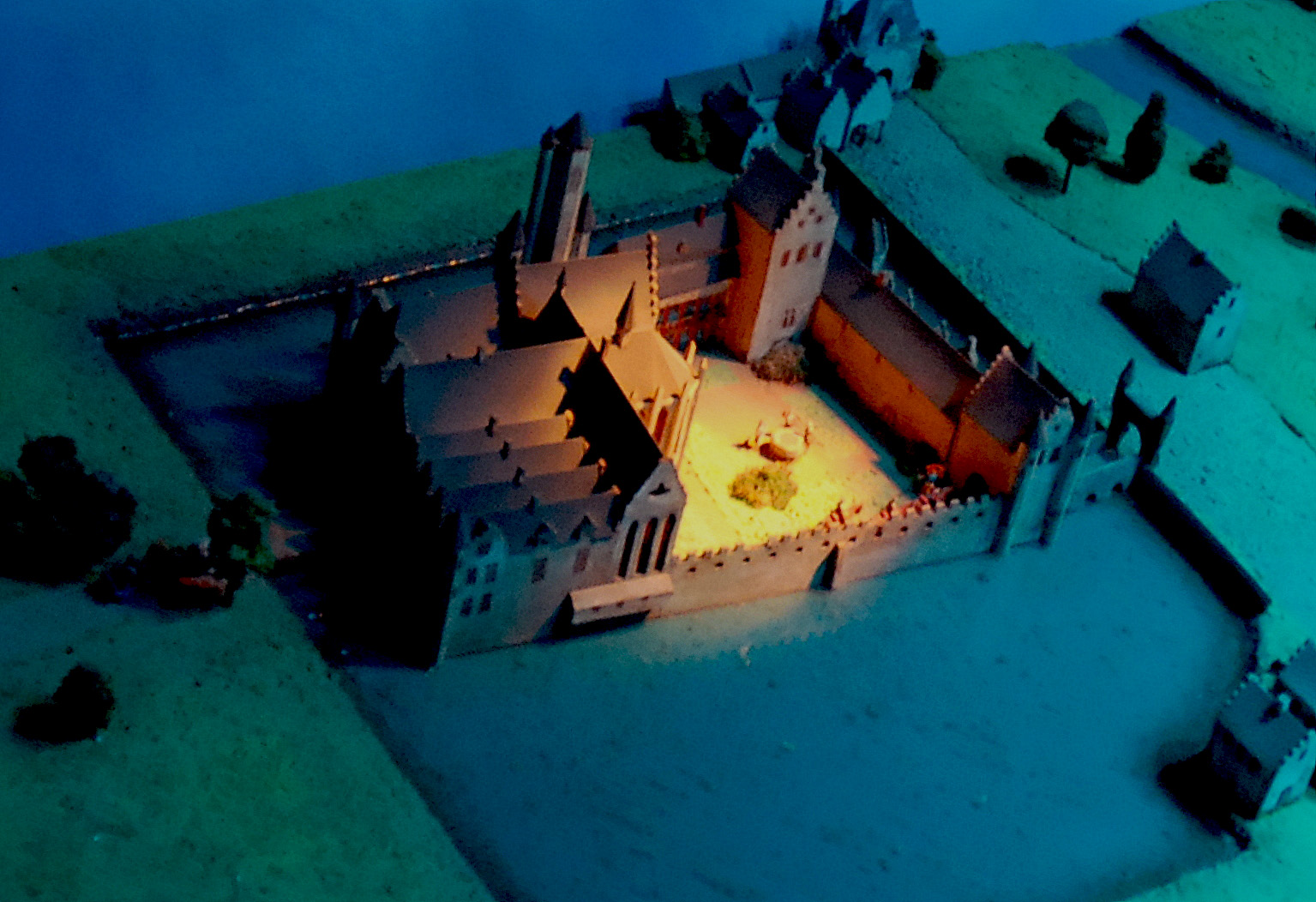
Maquette van het Prinsenhof in De Wereld van Kina

Simon de Mirabello alias Simon van Halen, heer van Halen en Perwez (ca. 1280 – vermoord Gent, 9 mei 1346) was een Vlaamse bankier, ridder en mecenas van Italiaanse afkomst. Hij was rentmeester van Brabant en ontvanger van Vlaanderen (1329). Omstreeks 1340 verving hij als ruwaard van Vlaanderen de verjaagde graaf Lodewijk van Nevers.

## Levensloop
Simon de Mirabello, heer van Halen en Perwez, was afkomstig uit een Lombardische familie van kooplieden uit Asti. Hij was een natuurlijk kind van Jan de Mirabello (Giovanni), die zich rond 1300 in de Lage Landen had gevestigd. Met zijn broer Anekin (Jan) richtte Simon in 1307 een leningbank op in Gent. Hij was één der rijkste bankiers in de Lage Landen van de 14e eeuw en was gevolmachtigde voor onder anderen de Florentijnse Peruzzi-bankiers in 1330. 
Hij werd in 1323 ridder en poorter van Gent; hij trouwde driemaal, zijn tweede huwelijk was in 1324 met Elisabeth van Lierde, een (natuurlijke) zuster van de Vlaamse graaf Lodewijk van Nevers. Ook verwierf hij het poorterschap van Mechelen en Dendermonde. In 1329 verleende paus Johannes XXII aan Simon de Mirabello een dispensatie zodat hij wettig de vaderlijke bezittingen zou kunnen erven. Dit werd in 1330 hernieuwd omdat het erfenisdispuut nog niet was opgelost.
Vanaf 1326 voerde de clan Mirabello een politiek van toenadering tussen Vlaanderen en Brabant. Hun functies voor beide vorsten brachten echter belangenconflicten met zich mee. Begin 1333 raakte de familie in botsing met hertog Jan III van Brabant. Jan, Simon en zijn broer Vrancke werden onder huisarrest geplaatst. Simon en zijn broer kwamen na enkele maanden vrij en moesten een schikking onderhandelen die ook de vrijlating van hun vader zou bewerkstelligen.
Tijdens het voorspel van de Honderdjarige Oorlog kwamen de Vlaamse steden Brugge, Ieper en Gent in verzet tegen de Fransgezinde graaf Lodewijk. Eind 1339 greep Jacob van Artevelde samen met zijn vriend Simon de Mirabello de macht. Kort erna werd het Brabants-Vlaams verdrag van 1339 gesloten, dat voor Vlaanderen werd bezegeld door Simon. Begin 1340 werd De Mirabello officieel tot ruwaard van Vlaanderen uitgeroepen, na de vlucht naar Frankrijk van graaf Lodewijk van Nevers. In augustus 1342 kwam er even een einde aan toen de graaf inging op de vraag van van Artevelde om terug te komen, maar met onderbrekingen bleef de Mirabello de functie tot 16 juni 1345 vervullen: Lodewijk vluchtte meerdere keren terug naar Frankrijk om door van Artevelde opgestelde overeenkomsten niet te hoeven ondertekenen.
Op 24 juli 1345 werd van Artevelde vermoord en nog geen jaar later onderging Simon de Mirabello door toedoen van medestanders van de graaf hetzelfde lot. Elisabeth van Lierde hertrouwde het jaar daarop met Arnold van Rummen en overleed op 27 maart 1365. Simon, zijn vader Giovanni en zijn tweede vrouw  werden  begraven in de familiekapel in de Gentse Sint-Veerlekerk. Voor de jonge koorzangers (koralen of boninfanten) van deze kerk had hij een huis gekocht in de Burgstraat; ook aan de Sint-Michielskerk deed hij schenkingen. Bij testament stichtte hij een vrouwenklooster, later verheven tot de abdij van Groenenbriel. Lodewijk II van Nevers stierf in 1346 op het slagveld van Crécy.
Simon de Mirabello kocht in Gent het landgoed Sersanders Wal waar het Prinsenhof of 'Hof ten Walle' voor hem werd gebouwd. Het werd in het midden van de 14e eeuw een residentie van de graven van Vlaanderen en later van de hertogen van Bourgondië. In februari 1500 werd keizer Karel V er geboren.